# Црква Светог Георгија у Каменици
Црква Светог Георгија у Каменици, позната као и четничка црква, налази се у насељеном месту на територији општине Коцељева, припада Епархији шабачкој Српске православне цркве.
Црква је по подизању била посвећена Светом апостолу Матеји, као и црква која је постојала 1548. године. Данас је црква променила заштитника и посвећена је Светом Георгију. Цркву је 1946. године освештао епископ шабачки Симеон Станковић. 
Звонара је зидана почетком педесетих година 20. века и освештана од епископа Јована. Парохијски дом је зидан у периоду од 1973. до 1978. године.